# Агол Вадим Ізраїльович
Вад́им Ізр́аїльович Агóл (рос. Вадим Израилевич Агол, 12 березня 1929, Москва) — російський учений-вірусолог єврейського походження, генетик, доктор біологічних наук (1967), член-кореспондент РАМН (1986), член-кореспондент РАН (1997), іноземний член Болгарської АН (2008).
Головний науковий співробітник Інституту поліомієліту і вірусних енцефалітів імені Михайла Чумакова РАМН, завідувач відділу Інституту фізико-хімічної біології імені Андрія Бєлозерського, заслужений діяч науки Російської Федерації (1999).

## Біографічні дані
Син академіка Ізраїля Агола (1891–1937), радянського генетика й філософа. У 1951 році закінчив Перший Московський медінститут і дістав скерування на роботу в Карагандинському медичному інституті.
З 1956 року працював в Інституті вивчення поліомієліту (нині Інститут поліомієліту і вірусних енцефалітів імені Михайла Чумакова АМН СРСР), з 1961 по 2009 рік — завідувач лабораторією біохімії, потім головний науковий співробітник. Брав участь в організації кафедри вірусології біологічного факультету МДУ (1963); з 1969 по 2012 рік був професором цієї кафедри. З 1965-го — завідувач відділом взаємодії вірусу та клітини міжфакультетську лабораторії біоорганічної хімії МДУ (з 1991 року — Інститут фізико-хімічної біології імені Андрія Бєлозерського).
Вадим Агол опублікував чотири поетичні збірки.

## Наукова діяльність
Фахівець у галузі молекулярної біології. Спеціалізувався на РНК-вмісних вірусах. Проводив дослідження в царині фундаментальної біологічної науки та втілював їх у медичних програмах. Зокрема, вивчав механізми біосинтезу білків, РНК (на моделі РНК-вірусів), патогенності вірусів.
Вадим Агол зробив значний вклад у вивчення механізмів реплікації, трансляції, комплементації та рекомбінації РНК-вірусів, а також їх взаємодії з клітиною.
Завдяки роботі Агола в галузі розшифрування закономірностей молекулярної епідеміології поліомієліту, з'ясування закономірностей еволюції поліовірусу, створення молекулярно-епідеміологічної характеристики циркулюючих диких і вакцинних штамів поліовірусу перед науковою спільнотою постала потреба переглянути деякі положення програми Всесвітньої організації охорони здоров'я щодо глобального викорінення поліомієліту.
Вадим Агол створив унікальний курс лекцій з реплікації та транскрипції вірусних геномів і понад сорок років читав його студентам кафедри вірусології та кафедри молекулярної біології біологічного факультету МДУ.

## Вибрані наукові публікації
Вадим Агол написав близько 300 наукових робіт.
- Молекулярная биология вирусов, М., 1971, (соавт.);
- Молекулярная биология: Структура и биосинтез нуклеиновых кислот, М., 1990 (соавт.)

## Нагороди
- Премія «Тріумф» (2007)
- 2013 Lifetime Achievement Award for Scientific Contribution (Institute of Human Virology, University of Maryland School of Medicine, USA) — Премія за науковий вклад упродовж життя (Інститут вірусології людини, Мерилендська університетська медична школа), 2013

## Політичні погляди
Підписав відкритого листа російських науковців та наукових журналістів проти Російського вторгнення в Україну 2022 року.